# Saint-Victoret
Saint-Victoret är en kommun i departementet Bouches-du-Rhône i regionen Provence-Alpes-Côte d'Azur i sydöstra Frankrike. Kommunen ligger  i kantonen Marignane som ligger i arrondissementet Istres. År 2022 hade Saint-Victoret 6 689 invånare.

## Befolkningsutveckling
Antalet invånare i kommunen Saint-Victoret
Referens:INSEE